# Kurt Gumpel (Bankier)
Kurt Gumpel (geboren 25. Dezember 1896 in Hannover; gestorben 16. April 1972 ebenda) war ein deutscher Bankier, Konsul von Österreich und Mitglied in verschiedenen Aufsichtsräten sowie Aufsichtsratsvorsitzender unter anderem in der deutschen Zement-, Kali- und Maschinenindustrie.

## Leben
Kurt Gumpel wurde in der Gründerzeit des Deutschen Kaiserreichs in Hannover als Sohn des Kommerzienrates und Bankiers Julius Gumpel (1865–1942) und dessen Frau Alice, geborene Steinberg (1874–1935) geboren.
Nach seinem Abitur diente Gumpel während des Ersten Weltkriegs von 1914 bis 1918 als Kriegsfreiwilliger und war zeitweilig als Kriegsgefangener in Griechenland inhaftiert. Zur Zeit der Weimarer Republik studierte er zwei Semester Staatswissenschaft in Köln an der dortigen Universität, durchlief eine Ausbildung zum Bankkaufmann und trat dann als Teilhaber – ebenso wie vor ihm sein Vater – in das Bankhaus Z. H. Gumpel ein, für das er mit Einzelprokura handelte.
Nachdem Kurt Gumpel zum Katholizismus konvertiert war und im Januar 1921 seine erste Ehefrau Olga Dahl (1889–1947) geheiratet hatte (mit ihr hatte er zwei Kinder), wurde er zudem Mitinhaber des unter Federführung seines Vaters 1925 übernommenen hannoverschen Bankhauses Ephraim Meyer & Sohn. Er wirkte unter anderem mit am Zusammenschluss der Vereinigten Elektrotechnischen Fabriken Lüdenscheid, dem seinerzeit größten Konzern für Installationsmaterialien in Deutschland, dessen Aufsichtsratsvorsitz er neben zahlreichen Ämtern in anderen Aufsichtsräten übernahm. Der zum österreichischen Konsul ernannte Gumpel emigrierte nach der Machtergreifung durch die Nationalsozialisten im Januar 1935 zunächst nach Paris, später nach Portugal.
Sein Sohn Peter Gumpel wurde 1933 zunächst nach Paris gebracht, kehrte 1935 nach Deutschland zurück. Nach der Pogromnacht 1938 kam er mit Hilfe des Jesuitenordens auf ein Jesuiteninternat in Nijmegen. Dort überstand er unter falschem Namen den Krieg, bevor er dem Orden beitrat und 1946 nach Rom ging. Gumpels Vater Julius wurde dagegen 1942 zunächst in das Konzentrationslager Theresienstadt deportiert und von dort aus nach Treblinka verschleppt, wo er Ende September desselben Jahres ermordet wurde.
Nach dem Ende des Zweiten Weltkriegs, dem Tod seiner ersten Ehefrau Olga 1947 und der Gründung der Bundesrepublik Deutschland kehrte Gumpel im Oktober 1949 aus Lissabon nach Deutschland zurück. Seine zweite Ehefrau wurde Ilse Vogelsang. Kurt Gumpel starb 1972 in seiner Heimatstadt Hannover.